# (4746) Doi
(4746) Doi ist ein Asteroid des Hauptgürtels, der am 9. Oktober 1989 von den japanischen Astronomen Atsushi Takahashi und Kazurō Watanabe am Kitami-Observatorium (IAU-Code 400) entdeckt wurde.
Der Asteroid wurde nach dem japanischen Astronauten Takao Doi benannt, der als Nutzlastspezialist der JAXA an den Space-Shuttle-Missionen STS-87 und STS-123 teilnahm.